# Szary Wilk

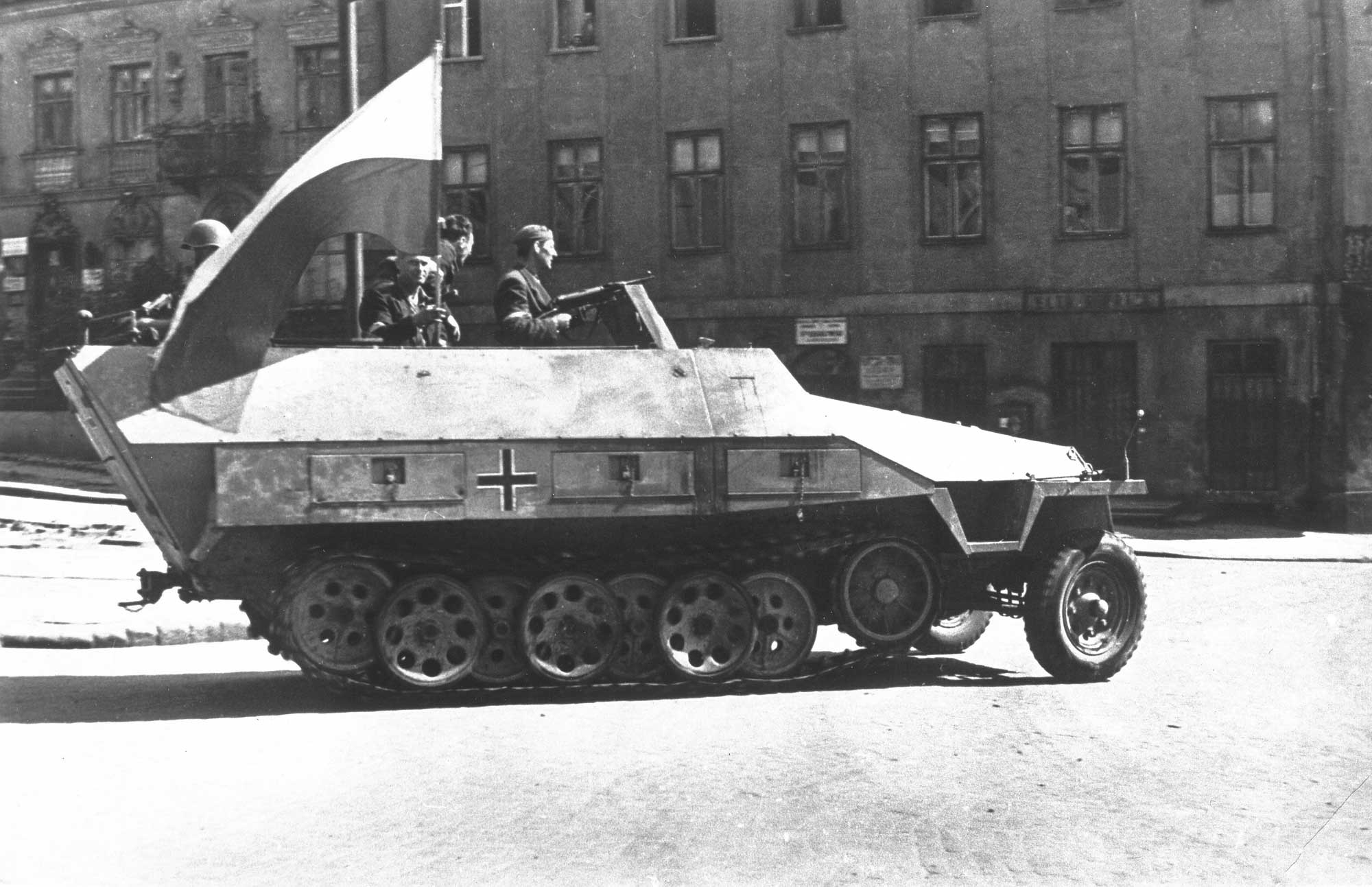
Das erbeutete Sd.Kfz. 251 in Vorbeifahrt auf der noch nicht zerstörten Tamka-Straße. Der vorne stehende Offizier mit der MP 40 ist der erste Kommandant des eroberten Fahrzeuges, Adam Dewicz (Pseudonym Szary Wilk). Nach seinem Tod wurde der Transporter nach ihm benannt. Die Szene wurde vom AK-Fotografen Sylwester Braun (1909–1996) aufgenommen, der rund 3000 Fotos des Aufstandes anfertigte.

Als Szary Wilk (deutsch Grauer Wolf) wurde ein Schützenpanzerwagen der Wehrmacht bezeichnet, der während des Warschauer Aufstandes in die Hände der Polnischen Heimatarmee (AK) fiel und von ihr bei nachfolgenden Kampfhandlungen eingesetzt wurde. Die Erbeutung und der Einsatz des feindlichen Fahrzeuges durch die schlecht ausgerüstete AK hatten eine große Bedeutung während des Aufstandes und wurde auch nach Kriegsende thematisiert.

## Geschichte

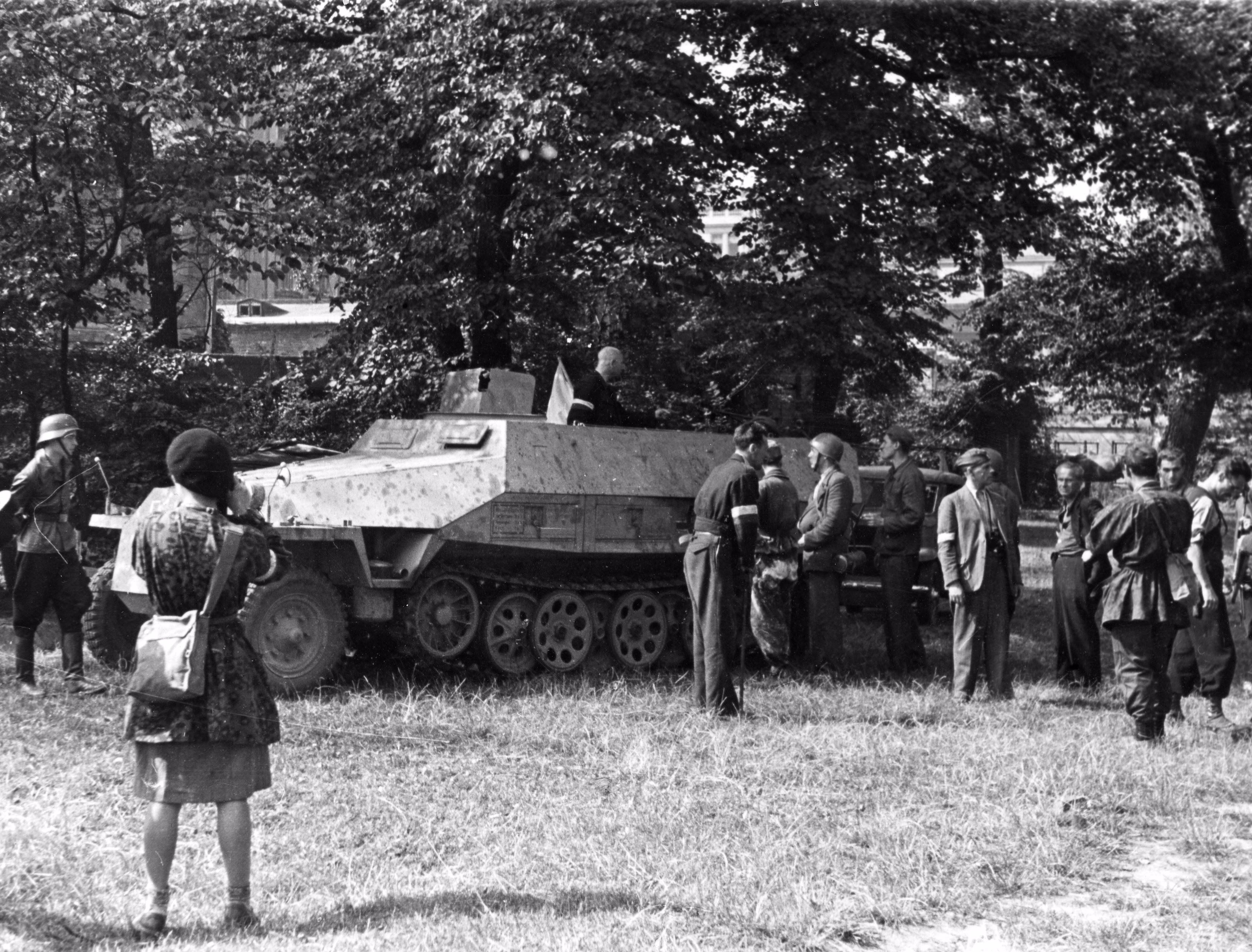
Der Schützenpanzerwagen am 14. August in einem Garten an der Okólnik-Straße mit Journalisten der AK-Presse und dem Kommandeur der Krybar-Kampfgruppe, Hauptmann Cyprian Odorkiewicz

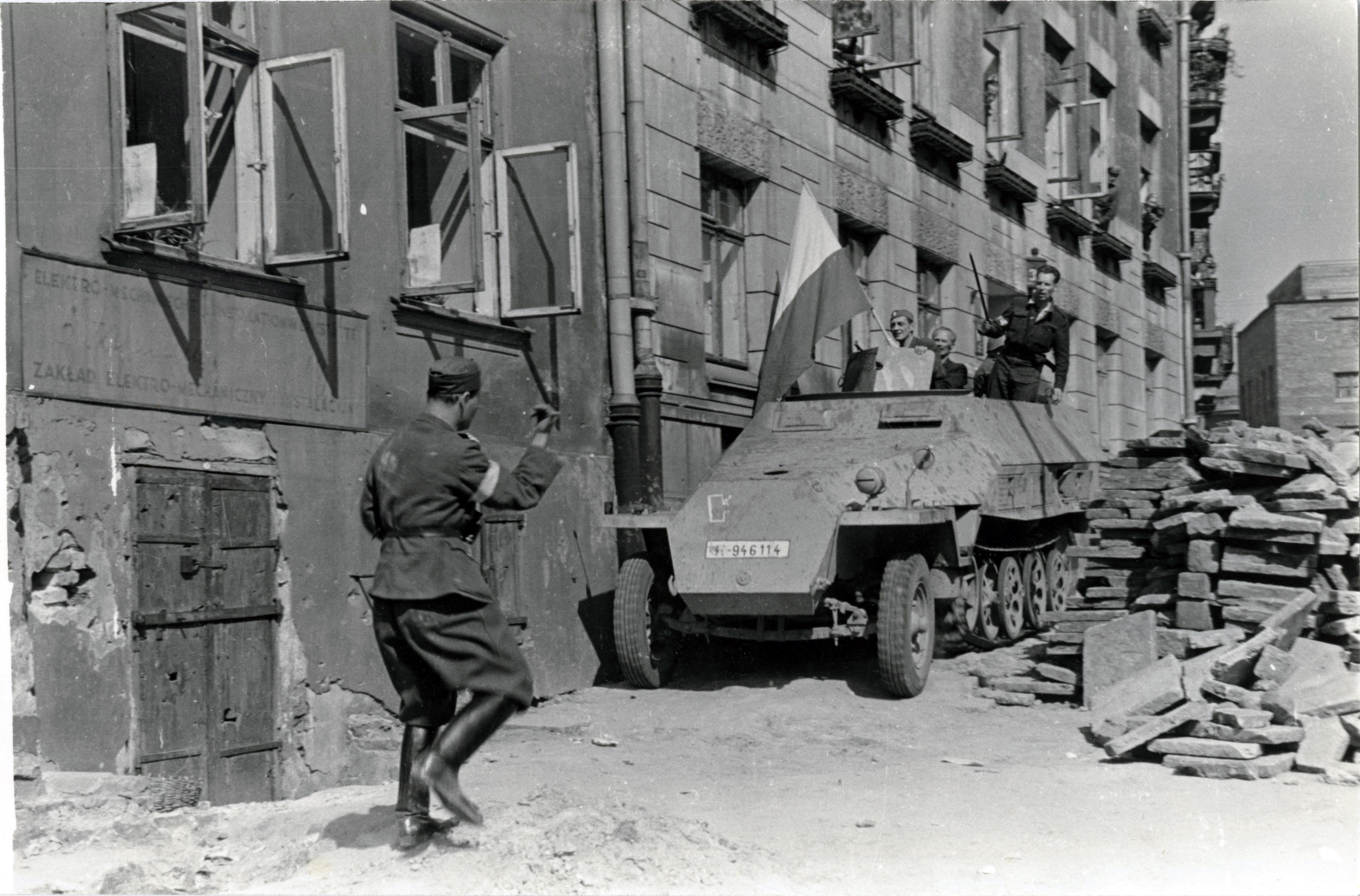
Transport von AK-Soldaten im Sd.Kfz. in ihr Einsatzgebiet, hier an einer Barrikade in der Kopernik-Straße

Im Verlaufe der Gefechte im Rahmen des Warschauer Aufstandes fielen verschiedene deutsche Kampffahrzeuge in die Hände der Aufständischen. So konnten deren Einheiten am 2. August 1944 zwei Panzerkampfwagen V Panther der 19. Panzer-Division im Stadtteil Wola an der Kreuzung Mirecki- und Okopowa-Straße erbeuten. Nach Instandsetzung wurden die beiden Fahrzeuge von dem AK-Bataillon Zoska unter den Kampfnamen Magda und WP eingesetzt. Ebenfalls am 2. August konnte in der Szpitalna-Straße ein Jagdpanzer 38 der Heeres-Panzerjäger-Abteilung 743 der 9. Armee zunächst kampfunfähig gemacht und dann übernommen werden. Der Panzer wurde nach Reparatur unter dem Namen Chwat bei Kampfhandlungen verwendet.
Bei Kämpfen in der Innenstadt konnten zwei Schützenpanzerwagen Sd.Kfz. 251 (Ausführung D) sichergestellt werden. Diese Fahrzeuge wurden von der Wehrmacht eingesetzt, um Infanterieangriffe oder den Transport von Verwundeten zu unterstützen. Einer der Transporter wurde am 5. August in der Warschauer Altstadt erbeutet und erhielt deshalb den Namen Starowka (deutsch: Altstadt). Nach dem Löschen des durch Brandflaschen verursachten Feuers wurde das Fahrzeug zur Kanonia-Straße gebracht. Es wurde nicht in den engen, verbarrikadierten Straßen eingesetzt, sondern stand in einem Glockenturm an der Johanneskathedrale, wo es bis zu den letzten Tagen der dort stattfindenden heftigen Kämpfe Teil einer Barrikade war.

### Szary Wilk
Ein zweites Halbkettenfahrzeug (Kennzeichen SS-946114) gehörte zur 5. SS-Panzer-Division „Wiking“; es wurde am 14. August bei Kämpfen in der  Kopernik-Straße (Stadtteil Powiśle) verloren. Das deutsche Fahrzeug sollte vermutlich Kontakt mit der abgetrennten deutschen Besatzung der Universität Warschau aufnehmen; dabei bog der Fahrer versehentlich in die von der AK eroberte Tamka-Straße ein; das Fahrzeug fiel nach kurzem Gefecht in die Hände der 2. Kompanie der VIII. Krybar-Kampfgruppe unter Leutnant Jan Jasieński (Pseudonym: Jasia). Anschließend wurde es der motorisierten Abteilung von Leutnant Wacław Jastrzębowski (Pseudonym: Aspira), ebenfalls Teil der Krybar-Gruppe, zugeteilt.
Der Schützenpanzerwagen wurde von den Aufständischen leicht modifiziert: Der offene Innenraum wurde mit zwei gepanzerten, schrägen Dachhälften so abgedeckt, dass durch die entstehenden Lücken mit Handfeuerwaffen geschossen werden konnte. Bei der AK erhielt das Fahrzeug zunächst den Namen Wiking, kurz darauf Jaś (Pseudonym des erobernden Kompaniechefs) und nach dem Tod seines ersten Kommandanten dessen Kampfnamen, Szary Wilk. Nachfolger als Kommandant wurde Leutnant Jerzy Łęczycki (Pseudonym: Niesobi).
Zusammen mit dem von Aufständischen gebauten Panzerwagen Kubuś wurde der Schützenpanzerwagen im Garten hinter dem damaligen Musikkonservatorium in der Okólnik-Straße stationiert. Beide Fahrzeuge beteiligten sich an Angriffen auf den von den Deutschen befestigten Gebäudekomplex der Universität Warschau am 23. August sowie am 2. September 1944, die jeweils erfolglos abgebrochen werden mussten. Nach den Angriffen kehrte der Transporter nicht in die Okólnik-Straße zurück, sondern verblieb in der Konopczyński-Straße. Er wurde von der AK bis zum 6. September genutzt. Während des Rückzugs aus Powiśle beschädigten die Aufständischen den Transporter, den sie nicht mitführen konnten. Das Schicksal des Wracks ist nicht bekannt; es wurde später vermutlich von deutschen Truppen entfernt.

### Krybar
Die Krybar-Kampfgruppe (polnisch: Grupa Bojowa Krybar) war eine im Warschauer Aufstand im Gebiet von Powiśle im Bezirk I der AK-Bereichs Śródmieście vom 5. August bis zum 3. September 1944 kämpfende Einheit in Bataillonsstärke. Die Kampfgruppe wurde am 5. August 1944 in Form des Zusammenschlusses der bisherigen Teile der III und VIII Gruppe und der WSOP-Einheit Elektrownia gebildet. Die Führung wurde Hauptmann Cyprian Odorkiewicz übertragen; der von ihm gewählte Kampfname Krybar bezog sich auf die Anfangsbuchstaben der Namen seiner Töchter Krystyna und Barbara. Ab dem 3. September wurde sie in die in der Altstadt kämpfende Powiśle-Kampfgruppe von Major Stanisław Błaszczak (Pseudonym: Róg) eingegliedert. Am 6. September wurde diese Einheit nach dem Fall von Powiśle aufgelöst.

## Bedeutung
Die Erbeutung der feindlichen Kampffahrzeuge durch die an technischer Ausrüstung weit unterlegenen Aufständischen war von erheblicher symbolischer Bedeutung; sie wurden der eigenen Truppe und der Bevölkerung stolz präsentiert. Aufgrund der geringen Stückzahl sind diese Fahrzeugübernahmen nicht repräsentativ für das Kampfgeschehen, sondern als herausragende Einzelerfolge zu werten.
Das Foto des Truppentransporters Szary Wilk mit der weiß-roten polnischen Fahne gehört heute zu den symbolträchtigsten Abbildungen des Warschauer Aufstandes. Es wird regelmäßig bei Ausstellungen, Berichten und in Büchern gezeigt und diente als Vorlage zum Motiv einer polnischen 50-Złoty-Briefmarke der „Poczta Solidarność“ aus der Serie „Warszawa 1944“. Dabei wurden Hintergrund und Besatzung geändert; das Fahrzeug auf der Briefmarke sollte einen kämpferischeren Eindruck als das auf dem Foto machen.